# Шуман, Эрин
Эрин Шуман (англ. Erin Margaret Schuman; род. 15 мая 1963, Сан-Гейбриел, Калифорния) — американский нейробиолог, специалист по памяти. Доктор философии (1990), профессор Калтеха, исследователь Медицинского института Говарда Хьюза (с 1997 по 2009). С 2009 завдепартаментом в Max Planck Institute for Brain Research. Член НАН США (2020) и Леопольдины, иностранный член Королевского общества (2024).
Окончила Университет Южной Калифорнии (бакалавр психологии, 1985). Докторскую степень по нейронаукам получила в Принстоне. Являлась постдоком в Стэнфорде. С 1993 ассистент-, с 1999 ассоциированный, с 2004 фул-профессор Калтеха. В 2009 перебралась во Франкфурт. Член EMBO. Замужем, супруг — Gilles Laurent.

### Награды и отличия
- Society for Neuroscience[англ.]’s Salpeter Lifetime Achievement Award (2018)
- Louis-Jeantet Prize for Medicine[англ.] (2020)
- FENS-Kavli-ALBA Diversity Prize (2020)
- EMBO-FEBS Women in Science prize (2022)[6]
- Премия Кёрбера (2024)[7][8]
- Pew Biomedical Scholar Award